# Tegua
Tegua è una piccola isola dell'Oceano Pacifico, nello Stato di Vanuatu.
Fa parte delle Isole Torres nella provincia di Torba. Si trova tra Metoma e Linua.
Sul versante orientale dell'atollo si trova Lateu Bay, mentre è ad ovest Hayter Bay. L'isola ha una lunghezza di 6,5 km e una larghezza di 7 km.
Sull'atollo si trova un solo piccolo villaggio, Lateu (o più correttamente Lotew). Gli abitanti di questo villaggio sono saliti, loro malgrado, agli onori della cronaca in quanto sono considerati le prime vittime del riscaldamento globale. Il loro villaggio costruito sulla costa subisce, infatti, negli ultimi anni continue inondazioni. Dopo lo tsunami che ha colpito l'isola pochi anni fa gli abitanti dell'isola hanno deciso di trasferire il villaggio nell'entroterra (in una radura a 300 metri nell'interno, sul fianco di una collina non lontana dal loro vecchio villaggio, Lirak) e l'amministrazione governativa ha concesso dei finanziamenti (50000 $ messi a disposizione dal Canada) per metter in pratica questo progetto ed installare un sistema radio satellitare attraverso cui ricevere informazioni dal dipartimento meteo.